# Campeonato Mundial de Balonmano Masculino Sub-19
El Campeonato Mundial de Balonmano Masculino en categoría juvenil está organizado por la IHF y de disputa desde el año 2005. Participan únicamente jugadores sub-19 y tiene lugar cada dos años.

## Ediciones
| N.º  | Año  | Sede                | Oro                                           | Plata                                         | Bronce                                        |
| ---- | ---- | ------------------- | --------------------------------------------- | --------------------------------------------- | --------------------------------------------- |
| I    | 2005 | Catar               | Serbia y Montenegro                           | Corea del Sur                                 | Croacia                                       |
| II   | 2007 | Baréin              | Dinamarca                                     | Croacia                                       | Suecia                                        |
| III  | 2009 | Túnez               | Croacia                                       | Islandia                                      | Suecia                                        |
| IV   | 2011 | Argentina           | Dinamarca                                     | España                                        | Suecia                                        |
| V    | 2013 | Hungría             | Dinamarca                                     | Croacia                                       | Alemania                                      |
| VI   | 2015 | Rusia               | Francia                                       | Eslovenia                                     | Islandia                                      |
| VII  | 2017 | Georgia             | Francia                                       | España                                        | Dinamarca                                     |
| VIII | 2019 | Macedonia del Norte | Egipto                                        | Alemania                                      | Dinamarca                                     |
| IX   | 2021 | Grecia              | No disputado debido a la pandemia de COVID-19 | No disputado debido a la pandemia de COVID-19 | No disputado debido a la pandemia de COVID-19 |
| X    | 2023 | Croacia             | España                                        | Dinamarca                                     | Croacia                                       |
| XI   | 2025 | Egipto              | Alemania                                      | España                                        | Dinamarca                                     |

## Medallero
- Actualizado hasta Egipto 2025

| Núm. | País                | Oro | Plata | Bronce | Total |
| ---- | ------------------- | --- | ----- | ------ | ----- |
| 1    | Dinamarca           | 3   | 1     | 3      | 7     |
| 2    | Francia             | 2   | 0     | 0      | 2     |
| 3    | España              | 1   | 3     | 0      | 4     |
| 4    | Croacia             | 1   | 2     | 2      | 5     |
| 5    | Alemania            | 1   | 1     | 1      | 3     |
| 6    | Serbia y Montenegro | 1   | 0     | 0      | 1     |
| 7    | Egipto              | 1   | 0     | 0      | 1     |
| 8    | Islandia            | 0   | 1     | 1      | 2     |
| 9    | Corea del Sur       | 0   | 1     | 0      | 1     |
| 10   | Eslovenia           | 0   | 1     | 0      | 1     |
| 11   | Suecia              | 0   | 0     | 3      | 3     |

## Participaciones
| País                | 2005 | 2007 | 2009 | 2011 | 2013 | 2015 | 2017 | 2019 | 2023 | Años |
| ------------------- | ---- | ---- | ---- | ---- | ---- | ---- | ---- | ---- | ---- | ---- |
| Alemania            |      |      | 7.º  | 7.º  | 3º   | 17.º | 9.º  | 2º   | 5.º  | 7    |
| Arabia Saudita      |      |      |      |      |      |      |      | 20.º | 12.º | 2    |
| Argelia             |      | 14.º | 14.º |      |      | 23.º | 23.º |      | 22.º | 5    |
| Angola              |      |      |      |      | 22.º |      |      |      |      | 1    |
| Argentina           | 7.º  | 4.º  | 11.º | 10.º | 18.º | 21.º | 21.º | 14.º | 23.º | 9    |
| Australia           |      | 16.º |      |      |      |      |      |      |      | 1    |
| Austria             |      |      |      |      | 16.º |      |      |      | 13.º | 2    |
| Baréin              |      | 8.º  |      | 17.º |      |      | 22.º | 17.º | 29º  | 3    |
| Bielorrusia         |      |      |      |      | 12º  |      |      |      |      | 1    |
| Brasil              |      | 9º   | 15º  | 12º  | 9º   | 8º   | 19º  | 21º  | 14º  | 8    |
| Burundi             |      |      |      |      |      |      |      |      | WD   | 1    |
| Catar               | 5º   | 10º  | 13º  | 15º  | 15º  | 18º  |      |      |      | 6    |
| Canadá              |      |      |      |      |      |      |      | 24º  |      | 1    |
| Chile               |      |      |      | 16º  | 24º  | 24º  | 16º  | 22º  | 24º  | 5    |
| Corea del Sur       | 2º   | 11º  |      | 11º  | 21.º | 13.º | 12.º |      | 25.º | 7    |
| Croacia             | 3º   | 2º   | 1º   | 8.º  | 2º   | 14.º | 4.º  | 10.º | 3º   | 9    |
| Dinamarca           | 4.º  | 1º   | 5.º  | 1º   | 1º   | 7.º  | 3º   | 3º   | 2º   | 9    |
| Egipto              | 6.º  | 5.º  | 12.º | 5.º  | 14.º | 15.º | 14.º | 1º   | 4.º  | 8    |
| Eslovenia           |      |      |      | 9.º  | 8.º  | 2º   | 13.º | 15.º | 15.º | 7    |
| España              |      | 7.º  | 6.º  | 2º   | 4.º  | 4.º  | 2º   | 7.º  | 1º   | 8    |
| Estados Unidos      |      |      |      |      |      |      |      |      | 28.º | 1    |
| Francia             |      |      | 9.º  | 4.º  | 13.º | 1º   | 1º   | 6.º  |      | 6    |
| Gabón               |      |      |      | 19.º | 23º  |      |      |      |      | 2    |
| Georgia             |      |      |      |      |      |      | 20º  |      | 26º  | 2    |
| Hungría             |      |      |      |      | 10º  | 10º  |      | 5º   | 11º  | 4    |
| Irán                | 8º   | 12º  | 10º  |      |      |      |      |      | 16º  | 4    |
| Islandia            |      |      | 2º   |      |      | 3º   | 10º  | 8º   | 19º  | 5    |
| Islas Feroe         |      |      |      |      |      |      |      |      | 8º   | 1    |
| Japón               |      |      |      |      | 17º  | 20º  | 8º   | 9º   | 21º  | 5    |
| Kuwait              |      |      | 19º  |      |      |      |      |      |      | 1    |
| Libia               |      |      | 16º  |      |      |      |      |      |      | 1    |
| Macedonia del Norte |      |      |      |      |      |      |      | 13º  | 9º   | 1    |
| Marruecos           | 10º  | 15º  | 20º  |      |      |      |      |      | 18º  | 4    |
| México              |      |      |      |      |      |      | 24º  |      | 30º  | 1    |
| Montenegro          |      |      |      |      |      |      |      |      | 20º  | 1    |
| Nigeria             |      |      |      |      |      |      |      | 23º  |      | 1    |
| Noruega             |      |      | 8º   |      | 5º   | 6º   | 17º  | 12º  | 7º   | 6    |
| Nueva Zelanda       |      |      |      | 20.º |      |      |      |      | 31.º | 1    |
| Polonia             |      | 6.º  |      |      |      | 19.º | 15.º |      |      | 3    |
| Portugal            |      |      |      |      |      |      | 7.º  | 4.º  | 6.º  | 3    |
| Puerto Rico         |      |      | 17.º |      |      |      |      |      |      | 1    |
| República Checa     |      |      |      |      |      |      |      |      | 10.º | 1    |
| República de China  |      |      |      |      |      |      |      | 18.º |      | 1    |
| Ruanda              |      |      |      |      |      |      |      |      | 27.º | 1    |
| Rumania             |      |      |      |      | 11.º |      |      |      |      | 1    |
| Rusia               |      |      |      | 13.º |      | 11.º | 6.º  |      |      | 3    |
| Serbia              |      |      |      | 14.º | 7.º  | 12.º | 18.º | 19.º |      | 4    |
| Serbia y Montenegro | 1º   |      |      |      |      |      |      |      |      | 1    |
| Suecia              |      | 3º   | 3º   | 3º   | 6.º  | 5.º  | 5.ª  | 11.º | 17.º | 8    |
| Suiza               |      |      |      | 6.º  |      | 9.º  |      |      |      | 2    |
| Túnez               | 9.º  | 13.º | 4.º  | 18.º | 19.º | 16.º | 11.º | 16.º |      | 8    |
| Venezuela           |      |      | 18.º |      | 20.º | 22.º |      |      |      | 3    |
| Total               | 10   | 16   | 20   | 20   | 24   | 24   | 24   | 24   | 24   | 32   |